# Adamówka (rejon rówieński)
Adamówka (ukr. Адамівка, Adamiwka) – wieś na Ukrainie, w obwodzie rówieńskim, w rejonie rówieńskim, w hromadzie Sosnowe. W 2001 liczyła 246 mieszkańców, spośród których 243 wskazało jako ojczysty język ukraiński, a 3 rosyjski.
W okresie międzywojennym wieś znajdowała się w granicach II RP, wchodząc w skład gminy Ludwipol w powiecie kostopolskim, w województwie wołyńskim.